# Иванова, Жанна Рамизовна
Жанна Рамизовна Иванова (22 сентября 1984) — российская футболистка, нападающая.

## Биография
Воспитанница СДЮСШОР г. Омска, тренер — Евгений Михайлович Сычёв. На взрослом уровне начинала играть в команде «Боевое Братство» (Красноармейск).
В 2007—2008 годах играла в высшей лиге России за клуб «Рязань-ВДВ». В сезоне 2008 года сыграла 11 матчей в чемпионате.
После окончания игровой карьеры работала в Омске таксистом. В 2020 году обвинялась в ДТП, повлекшем смертельный исход.